# Pezderka Sándor
Pezderka Sándor (Zilah, 1932. március 11[forrás?] – 2016. június 2. előtt) romániai magyar  cenzor, műfordító, lapszerkesztő.

## Munkássága
A romániai Szocialista Művelődés és Nevelés Országos Tanácsa keretében a magyar könyvkiadás és sajtó politikai felügyeletét látta el: feladatai közé tartozott a kiadói tervek ellenőrzése és jóváhagyása, a kiadásra előkészített kéziratok politikai lektorálása, adott esetben külső lektoráltatása és a Tanács politikai elvárásai alapján az észrevételek végrehajtása. Ennek a hatáskörnek a tartalma gyakorlatilag a változó – a nyolcvanas években egyre inkább szigorodó – politikai követelményekhez igazodott. Hatáskörébe tartozott a magyarországi exportra tervbe vett könyvek köztes lektorálása (ami nem egy esetben az export letiltásával – olykor visszaható érvénnyel a belföldi terjesztés leállításával is járt, mint Fábián Ernő tanulmánykötete vagy az Erdélyi Fiatalok című dokumentumkötet esetében), ugyanakkor döntő szava volt a román-magyar kultúrcsereegyezmény keretében Romániába való behozatalra szánt magyarországi könyvek kiválasztásában, amely téren nyilván felettesei utasításait és elvi eligazításait hajtotta végre.
Több klasszikus és kortárs magyar író műveit tolmácsolta románul, némelykor társfordítóval. Fordításában jelent meg Galambos Lajos Isten őszi csillaga című regénye (Luceafărul de seară 1975), egy Jókai Mór Cigánybáró és Sárga rózsa című kisregényeit tartalmazó kötet (1976), két kiadásban is Moldova György Sötét angyal című regénye (1976, 1979), egy Sánta Ferenc-kötet (Viața și insulele Lucs-Lucs, 1980), Kosztolányi Dezsőtől az Aranysárkány (1982) és egy Bajor Andor-gyermekprózakötet (Felicianul Năzdrăvan, 1984).